# Nhà tâm thần học
Nhà tâm thần học là một bác sĩ chuyên khoa về tâm thần học, ngành y khoa dành riêng cho việc chẩn đoán, dự phòng, nghiên cứu và chữa trị bệnh tâm thần. Nhà tâm thần học là các bác sĩ y khoa nhưng không giống nhà tâm lý học, họ phải đánh giá bệnh nhân để xác định xem liệu các triệu chứng của bệnh là bệnh về thể chất, bệnh kết hợp cả về thể chất lẫn tinh thần hay bệnh do tinh thần thuần túy.
Là một phần của quá trình đánh giá lâm sàng, các nhà tâm thần học có thể tiến hành một bài kiểm tra tình trạng tinh thần; một bài kiểm tra thể chất, hình ảnh não như chụp cắt lớp vi tính (CT), chụp cộng hưởng từ (MRI), chụp cắt lớp phát xạ pozitron và kiểm tra máu. Nhà tâm thần học có thể kê thuốc và cũng sử dụng liệu pháp tâm lý, mặc dù đại đa số làm quản lý y tế. Một nhà tâm thần học hoặc chuyên gia trị liệu khác có thể khám cho bệnh nhân hàng tuần để điều trị tâm lý hàng tháng.

## Lĩnh vực phụ

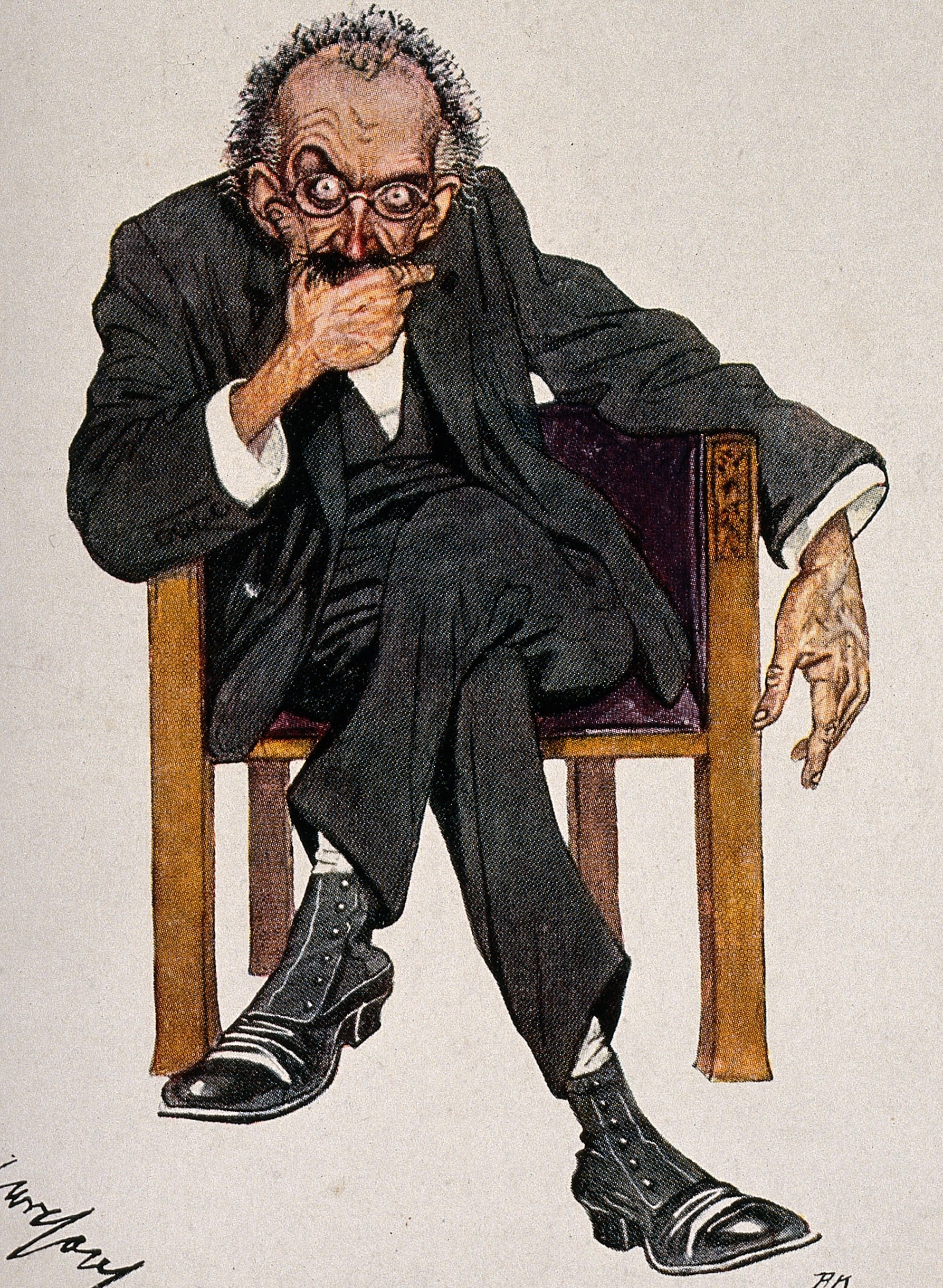
Hình ảnh một nhà tâm thần học với ánh mắt lồi dữ dội từ thập niên 1930.

Lĩnh vực tâm thần học bao gồm nhiều lĩnh vực phụ, còn được gọi là học bổng, yêu cầu đào tạo thêm chứng nhận bởi Hội đồng Tâm thần và Thần kinh học Hoa Kỳ (ABPN) và yêu cầu chương trình Duy trì chứng nhận (MOC).